# Singularité de Van Hove
La singularité de Van Hove est une singularité (point non lisse) dans la densité d'états (DOS) d'un solide cristallin. Les vecteurs d'onde auxquels se produisent les singularités de Van Hove sont souvent appelés points critiques de la zone Brillouin. Pour les cristaux tridimensionnels, ils prennent la forme de « plis » (plis où la densité d'états n'est pas différentiable) ; typiquement, sur un graphique une singularité de Van Hove montre une courbe de densité d'états avec une discontinuité ou un changement abrupt de pente à un certain niveau d'énergie.
Ce concept a été proposé par le physicien belge Léon Van Hove dans les années 1950. Il a étudié l'influence de ces singularités sur les propriétés vibratoires des cristaux. Depuis, le concept de singularité de Van Hove a été étendu à l'étude des propriétés électroniques des solides. Son application la plus fréquente est l’analyse des spectres d’absorption optique. L'apparition de ces singularités a été analysée pour la première fois par le physicien belge Léon Van Hove en 1953 pour le cas des densités d'états de phonons.

## Théorie
Si l'on considère un réseau unidimensionnel de N sites de particules, chaque site de particule étant séparé par une distance a, pour une longueur totale de L = Na. On utilise des conditions aux limites périodiques (conditions de Born-von Kármán) :
{\displaystyle k={\frac {2\pi }{\lambda }}=n{\frac {2\pi }{L}}}
...où {\displaystyle \lambda } est la longueur d'onde, et où n est un entier (les entiers positifs désigne ici les ondes directes, les entiers négatifs désignant les ondes inverses). La longueur d'onde la plus courte nécessaire pour décrire un mouvement d'onde dans le réseau sera égale à 2a, ce qui correspond alors au plus grand nombre d'ondes nécessaire {\displaystyle k_{\max }=\pi /a} et qui correspond également au maximum possible {\displaystyle |n|} : {\displaystyle n_{\max }=L/2a} .
On peut définir la densité d'états g(k)dk comme le nombre d'ondes stationnaires de vecteur d'onde k à k +d k :
{\displaystyle g(k)dk=dn={\frac {L}{2\pi }}\,dk}
L'extension de l'analyse aux vecteurs d'onde en trois dimensions de la densité d'états dans une boîte de côté {\displaystyle L} sera :
{\displaystyle g({\vec {k}})d^{3}k=d^{3}n={\frac {L^{3}}{(2\pi )^{3}}}\,d^{3}k}
...où {\displaystyle d^{3}k} est un élément de volume dans l'espace k, et qui, pour les électrons, devra être multiplié par un facteur 2 pour tenir compte des deux orientations de spin possibles. Par la règle de la chaîne, le DOS dans l'espace énergétique peut être exprimé de la manière suivante :
{\displaystyle dE={\frac {\partial E}{\partial k_{x}}}dk_{x}+{\frac {\partial E}{\partial k_{y}}}dk_{y}+{\frac {\partial E}{\partial k_{z}}}dk_{z}={\vec {\nabla }}E\cdot d{\vec {k}}}
...où {\displaystyle {\vec {\nabla }}} est le gradient dans l'espace k.
L'ensemble des points dans l'espace k correspondant à une énergie particulière E forme une surface dans l'espace k. Le gradient de E sera un vecteur perpendiculaire à cette surface en tout point. La densité d'états en fonction de cette énergie E satisfait l'équation suivante :
{\displaystyle g(E)dE=\iint _{\partial E}g({\vec {k}})\,d^{3}k={\frac {L^{3}}{(2\pi )^{3}}}\iint _{\partial E}dk_{x}\,dk_{y}\,dk_{z}}
...où l'intégrale est sur la surface {\displaystyle \partial E} de constante E . Nous pouvons choisir un nouveau système de coordonnées {\displaystyle k'_{x},k'_{y},k'_{z}\,} tel que {\displaystyle k'_{z}\,} est perpendiculaire à la surface et donc parallèle au gradient de E . Si le système de coordonnées n'est qu'une rotation du système de coordonnées d'origine, alors l'élément de volume dans l'espace k-prime sera :
{\displaystyle dk'_{x}\,dk'_{y}\,dk'_{z}=dk_{x}\,dk_{y}\,dk_{z}}
dE peut alors être écrit comme :
{\displaystyle dE=|{\vec {\nabla }}E|\,dk'_{z}}
et, en remplaçant g(E) par l'expression, cela donne :
{\displaystyle g(E)={\frac {L^{3}}{(2\pi )^{3}}}\iint {\frac {dk'_{x}\,dk'_{y}}{|{\vec {\nabla }}E|}}}
où le terme {\displaystyle dk'_{x}\,dk'_{y}} est un élément de surface sur la surface constante E.  L'équation implique pour {\displaystyle g(E)} qu'aux points {\displaystyle k} où la relation de dispersion {\displaystyle E({\vec {k}})} a un extrême, l'intégrande dans l'expression DOS diverge.
Les singularités de Van Hove sont les caractéristiques qui se produisent dans la fonction DOS à ces points {\displaystyle k}.
En 1975, une étude de Bassani et Parravicini a conclu à l'existance de quatre types de singularités de Van Hove dans l'espace tridimensionnel, selon que la structure de bande passe par un maximum local, un minimum local ou un point selle. En trois dimensions, le DOS lui-même n'est pas divergent bien que sa dérivée le soit.
La fonction g(E) tend à avoir des singularités à racine carrée (voir la figure) pour une surface de Fermi sphérique à gaz d'électrons libres :
{\displaystyle E={\frac {\hbar ^{2}k^{2}}{2m}}} de sorte que {\displaystyle |{\vec {\nabla }}E|={\frac {\hbar ^{2}k}{m}}=\hbar {\sqrt {\frac {2E}{m}}}} .
En deux dimensions, le DOS est logarithmiquement divergent en un point selle et en une dimension, le DOS lui-même est infini où {\displaystyle {\vec {\nabla }}E} est nul.

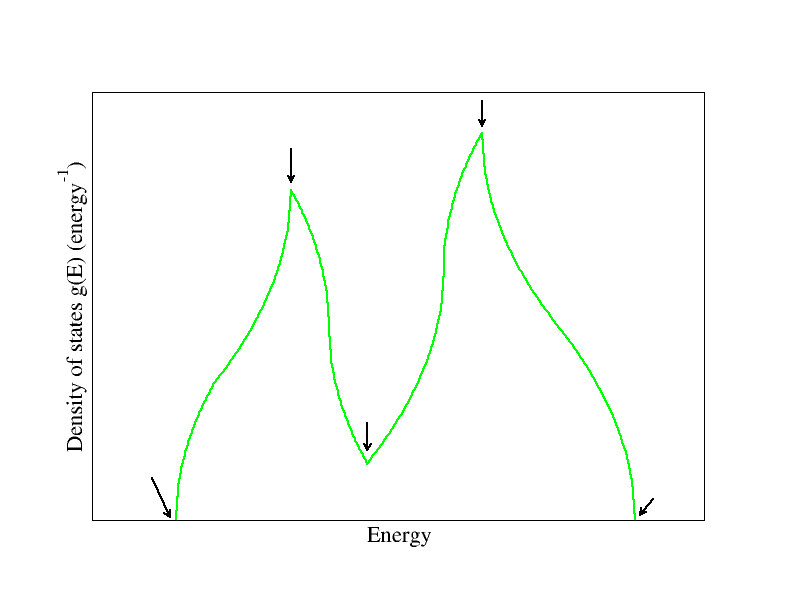
Schéma du DOS g (E) en fonction de l'énergie E pour un solide tridimensionnel simulé. Les singularités de Van Hove se produisent quand dg(E)/dE diverge.

## Observation expérimentale
Le spectre d'absorption optique d'un solide est calculé de la manière la plus simple à partir de la structure de bande électronique en utilisant la règle d'or de Fermi où l' élément de matrice pertinent à évaluer est l' opérateur dipolaire {\displaystyle {\vec {A}}\cdot {\vec {p}}} où {\displaystyle {\vec {A}}} est le potentiel vecteur et {\displaystyle {\vec {p}}} est l'opérateur d'impulsion.
La densité d'états qui apparaît dans l'expression de la règle d'or de Fermi est alors la densité d'états conjointe, qui est le nombre d'états électroniques dans les bandes de conduction et de valence qui sont séparés par une énergie photonique donnée. L'absorption optique est alors essentiellement le produit de l'élément de matrice de l'opérateur dipôlaire (également appelé force d'oscillateur ) et du JDOS.
On pourrait s’attendre à ce que les divergences dans les DOS bidimensionnels et unidimensionnels soient une idée mathématique, mais en fait elles sont facilement observables dans la réalité.
Les solides hautement anisotropes comme le graphite (quasi-2D) et les sels de Bechgaard (quasi-1D) présentent des anomalies dans les mesures spectroscopiques attribuables aux singularités de Van Hove.

## Applications
Les singularités de Van Hove est un concept fondamental en physique du solide. Permettant de comprendre les propriétés électroniques des matériaux à un niveau profond, il trouve des applications dans de nombreux domaines de la physique, notamment :
- physique des semi-conducteurs: Pour comprendre les propriétés optiques et électroniques des matériaux semi-conducteurs.
- physique des matériaux : Pour étudier les propriétés électroniques de nouveaux matériaux, comme les graphènes et les matériaux topologiques. Les singularités de Van Hove jouent notamment un rôle dans la compréhension des intensités optiques dans les nanotubes de carbone à paroi simple (SWNTs), qui sont également des systèmes quasi-1D. Les couches de graphène torsadées montrent également des singularités de Van Hove prononcées dans la DOS en raison du couplage inter-couches.”
- physique de la matière condensée : Pour modéliser les transitions de phase et les phénomènes collectifs dans les solides.

## Remarques
1. ↑  Van Hove, « The Occurrence of Singularities in the Elastic Frequency Distribution of a Crystal », Physical Review, American Physical Society (APS), vol. 89, no 6,‎ 15 mars 1953, p. 1189–1193 (ISSN 0031-899X, DOI 10.1103/physrev.89.1189, Bibcode 1953PhRv...89.1189V)
2. ↑  John Ziman, Principles of the Theory of Solids, Cambridge University Press, 1972
3. ↑  F. Bassani et Pastori Parravicini, G., Electronic States and Optical Transitions in Solids, Pergamon Press, 1975 (ISBN 978-0-08-016846-3) This book contains an extensive discussion of the types of Van Hove singularities in different dimensions and illustrates the concepts with detailed theoretical-versus-experimental comparisons for Ge and graphite.